# Extreme Conditions Demand Extreme Responses
Extreme Conditions Demand Extreme Responses — дебютный альбом грайндкор-группы Brutal Truth, выпущенный лейблом Earache Records.

## Об альбоме
Альбом был выпущен 6 октября 1992 года на лейбле Earache Records. На песни «Collateral Damage» и «Ill-Neglect» были сняты клипы. Видеоклип «Collateral Damage» занесён в Книгу рекордов Гиннесса, как самый короткий клип.

## Список композиций
1. «P.S.P.I.» — 0:35
2. «Birth of Ignorance» — 3:29
3. «Stench of Profit» — 1:22
4. «Ill-Neglect» — 2:24
5. «Denial of Existence» — 4:25
6. «Regression / Progression» — 2:34
7. «Collateral Damage» — 0:04
8. «Time» — 5:58
9. «Walking Corpse» — 1:40
10. «Monetary Gain» — 3:26
11. «Wilt» — 2:54
12. «H.O.P.E.» — 2:03
13. «Blockhead» — 0:07
14. «Anti-Homophobe» — 3:10
15. «Unjust Compromise» (скрытый трек начинается с 10:40) — 10:52

### Redux edition bonus tracks
1. «Perpetual Conversion»
2. «Lord of this World» (Black Sabbath cover)
3. «Bed Sheet»
4. «Repeat at Length» (S.O.B. cover)
5. «Let’s Go Summer Beach» (S.O.B. cover)
6. «Not Me» (S.O.B. cover)
7. «Spare Change» (S.O.B. cover)
8. «The Shah Sleeps in Lee Harvey’s Grave» (Butthole Surfers cover)
9. «Hear Nothing for You» (S.O.B. cover)
10. «Pre-Natal Homeland (Funky Budda Dub)»
11. «AC/BT»

## Участники записи
- Кевин Шарп — вокал
- Брент МакКарти — гитара
- Дэн Лилкер — бас-гитара, семплы, вокал
- Скот Льюис — ударные
- Билл Юркивич — гостевой вокал